# Gedde Watanabe
Gedde Watanabe, nato Gary Watanabe (Ogden, 26 giugno 1955), è un attore statunitense, che ha lavorato anche in teatro.

## Filmografia parziale

### Cinema
- Sixteen Candles - Un compleanno da ricordare (Sixteen Candles), regia di John Hughes (1984)
- Un ponte di guai (Volunteers), regia di Nicholas Meyer (1985)
- Gung Ho, regia di Ron Howard (1986)
- Vamp, regia di Richard Wenk (1986)
- UHF - I vidioti (UHF), regia di Jay Levey (1989)
- Gremlins 2 - La nuova stirpe (Gremlins 2: The New Batch), regia di Joe Dante (1990)
- Mulan, regia di Tony Bancroft e Barry Cook (1998) - voce (solo parte parlata)
- Mulan II, regia di Darrell Rooney e Lynne Southerland (2004) - voce
- Alfie, regia di Charles Shyer (2004)
- News Movie (The Onion Movie), regia di James Kleiner (2008)
- Non mi scaricare (Forgetting Sarah Marshall), regia di Nicholas Stoller (2008)
- Parental Guidance, regia di Andy Fickman (2012)
- Adorabile nemica (The Last Word), regia di Mark Pellington (2017)
- Ultraman: Rising, regia di Shannon Tindle (2024) - voce

### Televisione
- Down Home – serie TV, 19 episodi (1990-1991)
- I Simpson (The Simpsons) - serie TV, 2 episodi (1997-1999) - voce
- Sabrina, vita da strega (Sabrina, the Teenage Witch) - serie TV, 1 episodio (2000)
- Tutto in famiglia (My Wife and Kids) - serie TV, 1 episodio (2002)
- E.R. - Medici in prima linea (ER) - serie TV, 58 episodi (1997-2003)
- Kim Possible - serie TV, 2 episodi (2002-2007) - voce
- Magnum P.I. - serie TV, episodio 4x15 (2022)

## Doppiatori italiani
Nelle versioni in italiano nelle opere in cui ha recitato, Geddes Watanabe è stato doppiato da:
- Mino Caprio in Gung Ho, Vamp, Alfie
- Marco Bresciani in Sixteen Candles - Un compleanno da ricordare
- Fabio Boccanera in Un ponte di guai
- Pino Ammendola in Gremlins 2 - La nuova stirpe
- Enrico Pallini in E.R. - Medici in prima linea
- Paolo Maria Scalondro in Adorabile nemica
- Massimo Bitossi in Magnum P.I.

Da doppiatore è sostituito da:
- Fabrizio Apolloni in Mulan, Mulan II (parte parlata)
- Danilo De Girolamo in Mulan II (parte cantata)
- Antonio Palumbo in Ultraman: Rising